# امیل کرفت
امیل هنری کریستوفر کرفت (سوئدی: Emil Henry Kristoffer Krafth؛ زادهٔ ۲ اوت ۱۹۹۴) بازیکن فوتبال اهل سوئد است.
از باشگاه‌هایی که در آن بازی کرده‌است می‌توان به هلسینگبورگس، بولونیا، آمیان و نیوکاسل یونایتد اشاره کرد.
وی همچنین در تیم ملی فوتبال سوئد بازی کرده‌است.